# Motiv (afbildning)
 For alternative betydninger, se Motiv. (Se også artikler, som begynder med Motiv)
Et motiv er det, som et billede eller et fotografi forestiller. Hvis man tager et billede af en person, kaldes personen på billedet for et motiv. Det samme gælder f.eks. malerier og andre kunstværker. Hvis et kunstværk ikke har noget motiv, kaldes det et abstrakt kunstværk.